# Cardisoma guanhumi
Espèce
Cardisoma guanhumi, appelé communément aux Antilles crabe de terre commun, crabe terrestre blanc ou crabe terrestre bleu, est un crabe du genre Cardisoma appartenant à la famille des Gecarcinidae qui vit en sur les côtes américaines de l'Atlantique nord.

## Description
Il est doté d'une carapace épaisse, lisse et fortement bombée, de couleur variable suivant l'âge (de bleuté, gris à blanchâtre).  Elle peut atteindre 12 cm de large. 

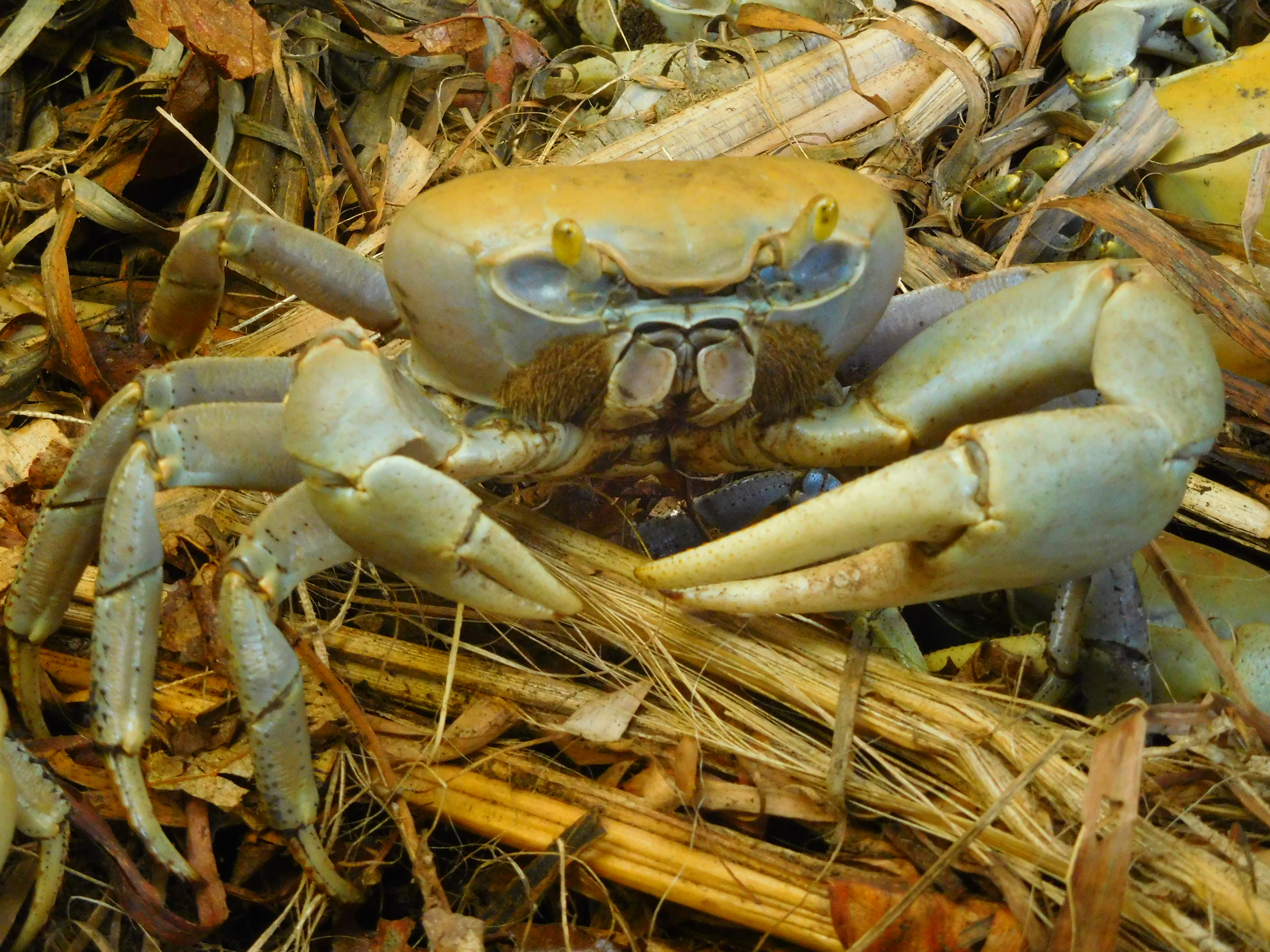
Crabe de terre commun

La première paire de pattes est dissymétrique. L'article supérieur des pattes locomotrices comporte quatre rangées d'épines.
Il se nourrit de feuilles, de fruits, d'herbes mais aussi de charognes.
Cardisoma guanhumi atteint la maturité sexuelle à l'âge de 4 ans. Les œufs fécondés sont portés par la femelle pendant une quinzaine de jours. Elle les dépose ensuite dans de l'eau saumâtre où les larves se développent. Après six stades larvaires, les petits crabes remontent sur le rivage.

## Répartition
On le trouve dans :
- la Caraïbe ;
- en Amérique du Sud et Amérique centrale et notamment en Colombie, au Venezuela, dans les Bahamas et à Porto Rico ;
- en Amérique du Nord, entre le golfe du Mexique et la Floride.
- Dans le Pacifique Sud, vu en Nouvelle-Calédonie.

On le rencontre rarement à plus de 8 km des côtes.

## Habitudes
C'est un crabe terrestre mais ayant conservé la capacité à respirer avec des branchies. Il vit dans les milieux humides à proximité du rivage, comme les marais, les mangroves et les berges des cours d'eau. Il creuse un terrier qui mène à une nappe d'eau souterraine, se nourrit de végétaux mais aussi de charogne.

## Utilisation
En Guadeloupe et en Martinique, le crabe de terre est capturé en grandes quantités et consommé traditionnellement lors des célébrations des fêtes de Pâques et de Pentecôte. 
Il est tellement populaire en Martinique que sa chasse y est règlementée : la capture, la vente et l'achat de ce crabe n'est autorisé que du 15 février au 15 juillet pour les individus dont la carapace fait plus de 7 cm de largeur. De juillet à septembre, sa capture est interdite pour le laisser se reproduire.
Les crabes de terre sont consommés soit farcis, soit cuits au faitout avec des oignons, des épices, bois d'Inde, oignons péyi, curcuma, piment, parfois tomates et autres légumes, avec une grande variété de recettes. Ce dernier plat dégusté traditionnellement à Pâques en bord de mer, est appelé « matété a krab » en Guadeloupe et « matoutou » en Martinique.